# Sarcophaga dumoga
Sarcophaga dumoga är en tvåvingeart som beskrevs av Sugiyama och Hiromu Kurahashi 1988. Sarcophaga dumoga ingår i släktet Sarcophaga och familjen köttflugor. Inga underarter finns listade i Catalogue of Life.